# Horațiu Mălăele
Horațiu Mălăele (dont le nom est typographié « Horatiu Malaele » dans les médias hors Roumanie), est un acteur de théâtre et de cinéma, metteur en scène de théâtre et réalisateur roumain, né le 31 juillet 1952 à Târgu Jiu, dans le județ de Gorj, en Olténie (Sud-Ouest de la Roumanie).

## Filmographie

### Réalisateur
- 2008 : Au diable Staline, vive les mariés ! (Nunta mută)
- 2013 : Happy Funerals (Funeralii fericite)

### Acteur
- 1974 : Muntele ascuns
- 1976 : Gloria nu cînta
- 1978 : Septembrie
- 1978 : Ciocolata cu alune
- 1979 : Ora zero
- 1980 : Cîntec pentru fiul meu
- 1980 : Dragostea mea calatoare
- 1981 : Am o idee
- 1982 : Melodii la Costinesti
- 1982 : Padurea nebuna
- 1983 : Actiunea Zuzuc
- 1983 : Singur de cart
- 1984 : Secretul lui Bachus
- 1985 : Primavara bobocilor
- 1985 : Secretul lui Nemesis
- 1988 : Secretul armei secrete
- 1988 : Miracolul
- 1989 : Lacrima cerului
- 1991 : Divort din dragoste
- 1993 : Casa din vis
- 1999 : Fata în fata
- 1999 : Fii cu ochii pe fericire
- 2001 : În fiecare zi Dumnezeu ne saruta pe gura
- 2002 : Les percutés : Pépé
- 2002 : Noro : Scapino
- 2002 : Amen. : Fritsche
- 2003 : Ambasadori, cautam patrie : Titi
- 2003 : Maria : Milco
- 2004 : Magnatul, Horatiu
- 2004 : Damen tango
- 2004 : Casatorie imposibila
- La urgenta", Iordan Gaman
- 2007 : Logodnicii din America, Willy
- 2007 : Ticalosii, Prim Ministrul Romaniei
- Vine politia! : Traian Corbescu
- 2009 : L'Armée du crime : Monsieur Dupont
- 2010 : Les Amants naufragés : Liviu Ionescu